# Wilhelm von Finck

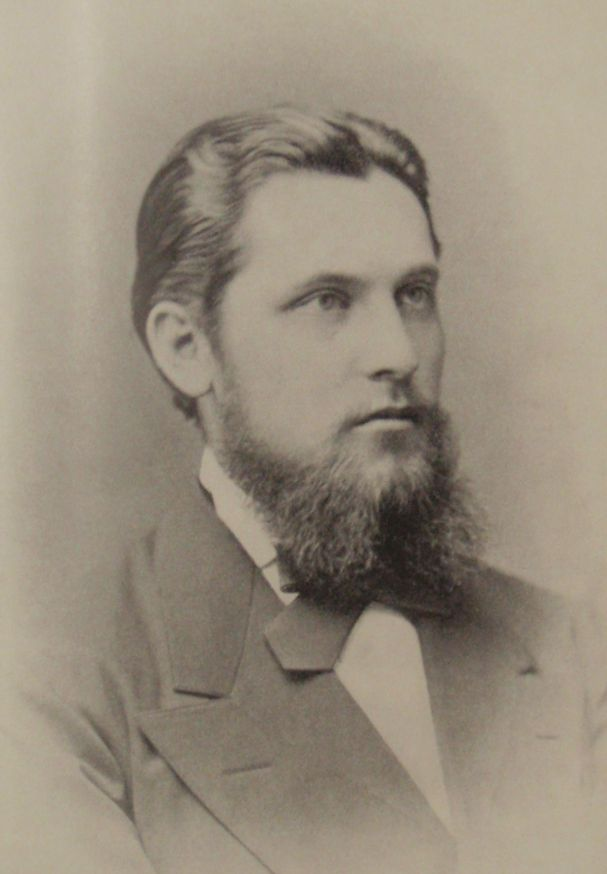
Wilhelm Finck um 1883

Wilhelm Peter Finck, ab 1905 von Finck, (* 6. Februar 1848 in Vilbel, Hessen; † 8. April 1924 in München) war ein deutscher Bankier und Mitbegründer u. a. der Allianz Versicherungsgesellschaft und der Münchener Rückversicherungs-Gesellschaft. Er trug maßgeblich zum Ausbau des Eisenbahnnetzes und der Wasserkraftwerke im Deutschen Kaiserreich bei.

## Familie
Die Unternehmerfamilie Finck beginnt mit Wilhelm von Fincks Großvater Burckhard Finck (1768–1848), der 1790 in Vilbel mit dem dort ansässigen Peter Schäfer die Firma Finck & Schäfer gründete, einen Groß- und Einzelhandel für Spirituosen, Öl, Seife und Kolonialwaren; daneben wurden auch Apfelwein, Essig und Branntwein hergestellt. Wilhelm von Fincks Großmutter stammt aus Frankfurt am Main, eine geborene Ludwig und Nichte von Burckhard Fincks Geschäftspartner Schäfer. Ihre zwei Söhne waren Heinrich, Pfarrer und Wilhelm (I. * 1810), dessen jüngerer Bruder. Dieser war Kaufmann, heiratete 1847 Margarete, eine geborene Müller aus Frankfurt-Nieder-Erlenbach, und wurde 1859 Bürgermeister von Vilbel. Aus dieser Ehe gingen drei Kinder hervor. Wilhelm Finck (II.  * 1848), August (* 1850) und Marie (* 1853).
Wilhelm Finck (II.) heiratete 1886 Marie, geb. Fäustle (* 1865) – eine Tochter von Johann Nepomuk von Fäustle. Das Ehepaar hatte vier Kinder – Margarete (* 1891), verehelichte von Stengel,  Wilhelm (III. 1893–1916), Elisabeth (* 1896), verheiratete Winterstein  und August von Finck senior (1898–1980).

## Leben und Wirken

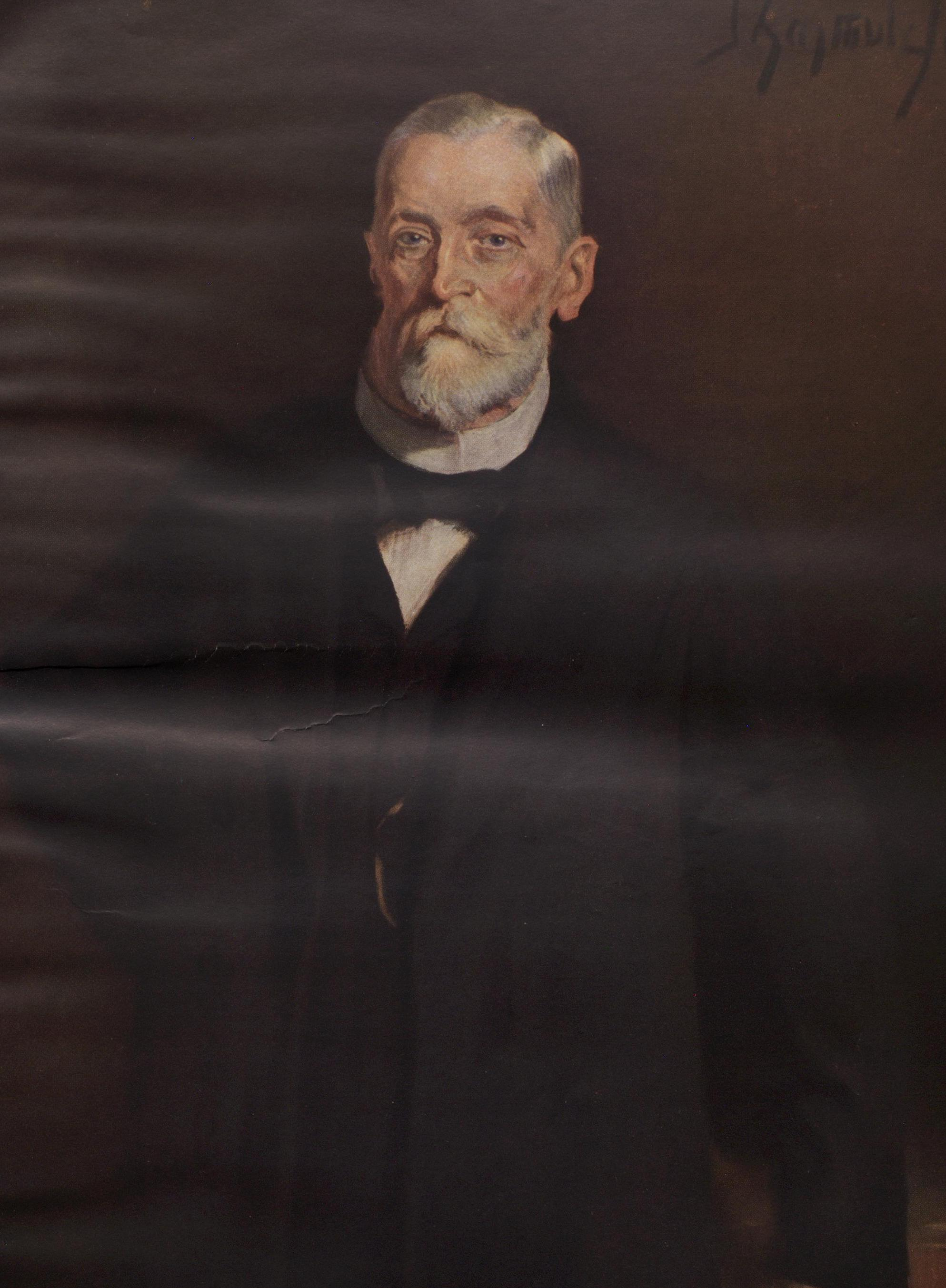
Wilhelm von Finck, Gemälde von Leopold Schmutzler.

Finck verließ früh das Elternhaus und besuchte in Frankfurt am Main das Hasselsche Institut, eine Privatschule, die er als Bester absolvierte.
Im Alter von 14 Jahren begann Wilhelm Finck 1862 eine dreijährige Banklehre im Frankfurter Bankhaus Philipp Nicolaus Schmidt (Ph. N. Schmidt) absolvierte und im Anschluss vier Commis-Jahre. 1869 wechselte er nach London, zu Nestle, Andreae & Co., einem Importunternehmen u. a. der Farbwarenbranche. Dort lernte er – zusätzlich zum Bankgeschäft – das Warengeschäft und die größeren Zusammenhänge. Ein Jahr später, ab 1. Juli 1870 wechselte er zunächst als Prokurist – auf Empfehlung von Carl Schmidt-Polex – zu dem neugegründeten Bankhaus Merck, Christian & Co., einer Münchener Kommanditniederlassung der Darmstädter Bank für Handel und Industrie in Darmstadt.
1871 wurde Wilhelm Finck Teilhaber der Privatbank und nachdem Adolf Christian Merck, Christian & Co. verließ, erhöhte Finck seine Anteile und machte seine Geschwister August (* 1850) und Marie (* 1853) dort zu Teilhabern ohne Vertretungsbefugnisse. Der Name des Bankhauses lautete ab 1879 Merck Finck & Co.
Wilhelm Finck war mit seinem väterlichen Freund, dem seinerseits reichsten Bayern Theodor von Cramer-Klett, an der Gründung mehrerer Unternehmen beteiligt, beispielsweise der Münchener Rückversicherungs-Gesellschaft, der Allianz Versicherungs-AG und der Münchener Trambahn AG sowie – zusammen mit dem Bauunternehmer Jakob Heilmann – an der Aktiengesellschaft Bürgerliches Brauhaus München und der Isarwerke GmbH, die 2001 in E.ON Bayern aufgingen.
In der Hochphase der Industrialisierung des Deutschen Kaiserreichs war Finck mit Theodor von Cramer-Klett und später für Theodor von Cramer-Klett junior – dessen Vormundschaft Finck ab 1884 übernahm – maßgeblich am Ausbau des Eisenbahnnetzes beteiligt. Finck war führend beteiligt bei der Saalbahn AG, einem Teil der Eisenbahnlinie München–Berlin, dem Streckenabschnitt Saalfeld/Saale bis Großheringen. Ebenfalls engagierte er sich bei der Nutzbarmachung der Wasserkräfte der Isar zur Erzeugung von Elektrizität und deren Fernübertragung. Darunter fallen beispielsweise die Stromlieferanten Wasserkraftwerk Höllriegelskreuth, Wasserkraftwerk Pullach und das Wasserkraftwerk Mühltal.

## Nobilitierung
Am 21. Mai 1905 wurde Finck als Chef des Bankhauses Merck Finck & Co und königlich bayerischer Kommerzienrat mit dem Ritterkreuz des Verdienstordens der Bayerischen Krone ausgezeichnet und aufgrund der Ordensstatuten mit der Immatrikulation bei der Ritterklasse der bayerischen Adelsmatrikel am 10. Juni  in den bayerischen persönlichen Ritterstand erhoben. 
Am 1. März 1911 erhielt Ritter von Finck als Gründer und Besitzer des Wilhelm v. Finck’schen Fideikommisses und lebenslanger Reichsrat der Krone Bayerns durch Prinzregent Luitpold von Bayern den bayerischen erblichen Adelsstand, wobei die Immatrikulation bei der Adelsklasse der bayerischen Adelsmatrikel am 21. April erfolgte.